# Григорович Дмитро Павлович
Дмитро́ Па́влович Григоро́вич (25 січня (6 лютого) 1883, Київ — †26 липня 1938, Москва) — український авіаконструктор, творець першого гідроплану.

## Творча біографія
Батьки віддали його до Київського реального училища; обов'язковими були дві європейські мови: німецька й французька. Ще там він почав відвідувати повітроплавний гурток КПІ, заснований 1905 року, а фактичним керівником гуртка був учень Миколи Єгоровича Жуковського, професор механіки Микола Делоне.
Навчався в Київському політехнічному інституті. Перед закінченням КПІ Дмитро поїхав до бельгійського міста Льєжа, де в одному з інститутів прослухав два семестри, вивчаючи аеродинаміку й теорію двигунів.
Перший його легкий спортивний біплан Г1 з двигуном «Анзані» потужністю 25 кінських сил, який Григорович побудував з бамбука, він випробував 10 січня 1910 року.
Наступною роботою Григоровича став аероплан, побудований за схемою, що наслідувала будову французького літака «Блеріо ХІ», але з власною системою керування та конструкцією шасі. Будував його Григорович спільно з київським аматором автомобільного спорту — багатієм Ільницьким. Фінансової допомоги Ільницького виявилося достатньо, аби завершити працю над новим аеропланом і продемонструвати на київській виставці повітроплавання. Літак привернув загальну увагу фахівців і аматорів авіації. Журнал «Автомобиль и воздухоплавание» назвав його найкращою конструкцією виставки.
Розробками Григоровича зацікавився Федір Терещенко — ця родина була серед ініціаторів створення КПІ і його меценатів. Терещенко також навчався в Київському політехнічному інституті і мріяв стати авіатором. Його захоплення авіацією було настільки сильним, що у своєму маєтку в селі Червоне Житомирського повіту він обладнав власну авіамайстерню та аеродром. Федір Терещенко запросив Григоровича до співпраці, отже невдовзі на світ з'явилися два їхні спільні спортивні аероплани — Г2 і Г3. Конструктором і основним виконавцем усіх робіт був Григорович, меценатом — Терещенко.
З 1912 року Д. Григорович – технічний директор заводу 1-го Російського товариства повітроплавання. У 1913 р. сконструював свій перший літальний човен М-1. У вересні 1916 року лейтенант Ян Нагурський першим у світі зробив на літаючому човні М-9 конструкції Григоровича дві «мертві петлі» поспіль; нікому повторити «петлю Нестерова» на літальних човнах інших конструкцій не вдалося.
За роки Першої світової війни конструкторське бюро Д. Григоровича створило понад 10 типів гідролітаків. Морський розвідник М-9 конструкції Д. Григоровича вперше у світі був обладнаний гарматою та міг приземлятися не лише на воду, але й на сніг. Літаючий човен ГАСН Д. Григоровича — перший у світі морський торпедоносець. Д. Григоровичу належить впроваджена ним ідея застосування на літаках броні та шасі, що складалося в польоті. Гідролітаки Д. Григоровича вироблялися в США, Великій Британії, Італії та Франції за проєктами, які продав за кордон Тимчасовий уряд Росії.
1 червня 1917 р. Григорович заснував власний дослідний авіабудівний завод. Під час голоду в Петрограді перебрався із родиною до Києва, а потім – до Одеси. 1919 року працював у Катеринославі, Сімферополі, Севастополі. 
У часи російської окупації УНР змушений був працювати на комуністів. 1922 року Григоровича призначено технічним директором і начальником КБ Державного авіаційного заводу №1 у Москві.  1923 року за його участю спроєктовано перший радянський винищувач І-1, а за рік — І-2. У 1925 році конструктора призначено керівником відділу морського дослідного літакобудування на Державному авіаційному заводі №23 в Ленінграді.
Під керівництвом Д. Г. Григоровича працювали М. М. Полікарпов, С. П. Корольов, С. А. Лавочкін, М. І. Камов, Г. М. Берієв, І. В. Четверіков, В. Б. Шавров, М. Й. Гуревич. 
Сам авіаконструктор зазнав арештів, був ув'язнений у системі ГУЛАГ СРСР. 1 вересня 1928 р. Григорович був заарештований, звинувачений у шкідництві й ув'язнений до Бутирської в'язниці. Протягом 1929–1931 років,працював у ЦКБ-39 ОГПУ разом із М. Полікарповим. У квітні 1930 року вони створили винищувач І-5.
10 липня 1931 року Дмитро Григорович отримав свободу, але радянська влада так і не визнала його невинуватість. Газета "Правда" надрукувала постанову Центрального виконавчого комітету СРСР: "…Амністувати… Головного конструктора з дослідного літакобудування Григоровича Дмитра Павловича, який розкаявся у своїх попередніх вчинках і напруженою роботою довів своє розкаяння. Нагородити його грамотою ЦВК Союзу РСР і грошовою премією в 10000 рублів".
Навесні 1938 року Григоровича призначають керівником щойно організованого КБ у Новосибірську. Але до Сибіру він не доїхав: занедужав і 26 липня того ж року на п'ятдесят шостому році життя помер від лейкемії.
Дмитро Григорович Григорович — автор майже 80 оригінальних конструкцій літаків найрізноманітнішого призначення, зокрема гідролітаків. 

## Літаки Григоровича
- Морский перший (М-1), 1913
- М-2
- М-3
- М-4
- М-5, 1914

- М-6
- М-7
- М-8
- М-9, 1915
- М-10
- М-11
- М-12
- М-13
- М-14
- М-15

- М-16

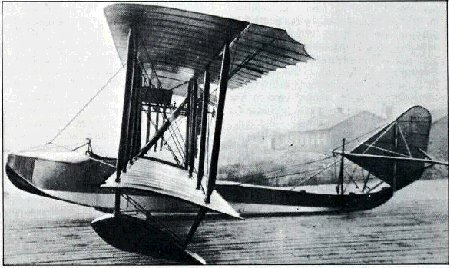
М-5

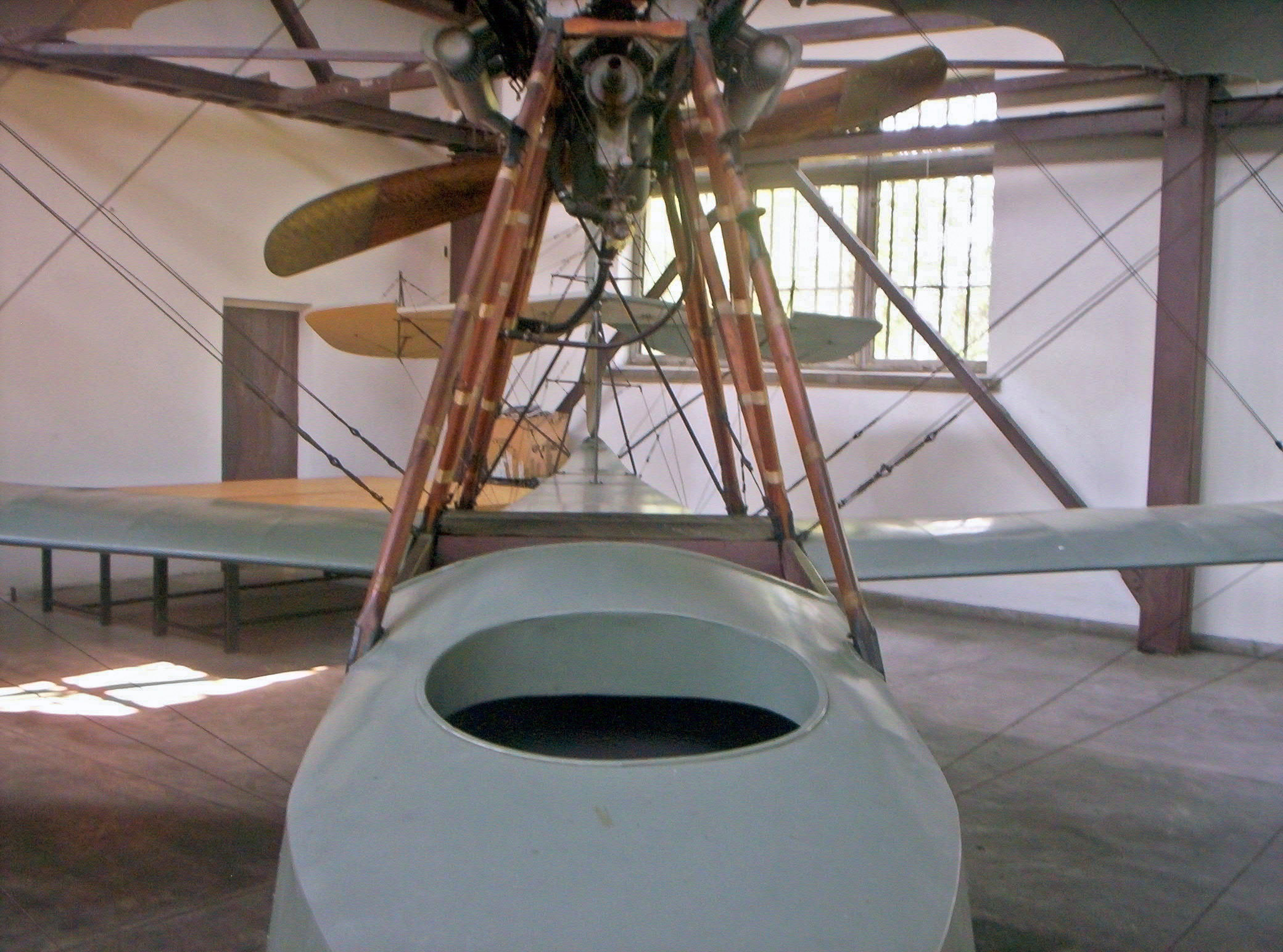
M-15
(Музей польської авіації)

- ГАСН (Гідроаероплан спеціального призначення) перший російський торпедоносець, 1916
- М-17
- М-18
- М-20
- М-21
- М-22
- М-23
- М-24
- Григорович СУВП
- РОМ-1 (Розвідник відкритого моря), 1926
- РОМ-2, 1929
- МРЛ-1 (Морський розвідник з «Ліберті»), 1924
- МР-2 (Морський розвідник)
- МР-3
- МР-4
- МР-5
- МУР-1
- МУР-2
- ИП-1
- ТШ-1
- ТШ-2

## Вшанування
Рішенням Київської міської ради в Солом’янському районі м. Києва одну з нових вулиць названо на честь Дмитра Григоровича.